# لوري هايغ
لوري هايغ (بالإنجليزية: Laurie Haig)‏ هو لاعب اتحاد الرغبي نيوزلندي، ولد في 18 أكتوبر 1922 في برستنبانز في المملكة المتحدة، وتوفي في 10 يوليو 1992 في دنيدن في نيوزيلندا.